# Anthony Goods
Anthony James Goods (nacido el 21 de junio de 1987 en Corona, California) es un jugador de baloncesto estadounidense que actualmente pertenece a la plantilla del Cholet Basket de la Pro A francesa. Con 1,91 metros de altura juega en la posición de escolta.

## Trayectoria deportiva

### Instituto
Se formó en el Centennial High School de su ciudad natal, Corona, California, entrenado por Josh Giles. Fue el capitán del equipo en 2004 y 2005. Promedió 17 puntos, 3 rebotes y 5 asistencias como junior. Fue nombrado Co-MVP de la Mountain View League y elegido en el segundo mejor quinteto de la CIF. Además, fue miembro del Compton Magic Travel Team, representando al Oeste en el USA Youth Development Festival de 2004.

### Universidad
Tras graduarse en 2005, se unió a la Universidad de Stanford, situada en Palo Alto, California, donde cumplió su periplo universitario de cuatro años (2005-2009).

#### 2005-2006
En su primera temporada, su año freshman (2005-2006), jugó 22 partidos (3 como titular) con los Cardinal con un promedio de 2,7 puntos (34,4 % en triples (11-32) y 75 % en tiros libres) y 1,5 rebotes en 10 min.
Su único partido como titular fue contra los UCLA Bruins, el 4 de marzo de 2006, anotando 12 puntos (máxima de la temporada; 1-1 de dos y 3-3 de tres). Cogió 7 rebotes (máxima de la temporada) contra los Washington State Cougars, el 25 de febrero de 2006.

#### 2006-2007
En su segunda temporada, su año sophomore (2006-2007), jugó 25 partidos (24 como titular) con los Cardinal con un promedio de 12,8 puntos (36,4 % en triples y 76,7 % (66-86) en tiros libres), 3,2 rebotes y 2,3 asistencias en 33,7 min. Fue el 2º máximo anotador del equipo y lideró al equipo en min por partido y en triples metidos (60).
Anotó 10 o más puntos en 18 ocasiones (incluyendo los 6 últimos partidos de la temporada), cogiendo al menos 5 rebotes en 7 encuentros. Metió 30 puntos (máxima de su carrera universitaria) 2 veces; una en el partido que abrió la temporada contra los Siena Saints (11-16 en tiros de campo; incluyendo 7 triples, máximo n.º de triples de su carrera universitaria), el 11 de noviembre de 2006 y la otra contra los Washington State Cougars (11-16 en tiros de campo (máximo n.º de tiros de campo anotados de su carrera universitaria); incluyendo 5 triples), el 13 de enero de 2007. 
Atrapó 7 rebotes (máxima de su carrera universitaria) en 2 partidos; siendo uno de ellos contra los  Fresno State Bulldogs, el 19 de diciembre de 2006. Dio 5 asistencias (máxima de la temporada) en 3 partidos; siendo uno de ellos contra los USC Trojans, el 8 de marzo de 2007. El 15 de enero de 2007, fue nombrado jugador de la semana de la Pacific-10 Conference.
Finalizó la temporada en la Pacific-10 Conference con el 13º mejor % de tiros libres y fue el 18º máximo anotador, el 16º máximo asistente y el 8º en triples anotados.

#### 2007-2008
En su tercera temporada, su año junior (2007-2008), jugó 35 partidos (30 como titular) con los Cardinal con un promedio de 10 puntos (34,6 % (64-185) en triples y 74,6 % (53-71) en tiros libres), 2,1 rebotes y 1,7 asistencias en 27,6 min. Fue el 3º máximo anotador del equipo y lideró al equipo en triples metidos (64) y en asistencias (59). A final de temporada recibió una mención honorable Pacific-10 Conference. Además, fue nombrado MVP del Basketball Travelers Classic.
Anotó 10 o más puntos en 17 ocasiones, siendo el máximo anotador del equipo en 8 partidos. Metió 23 puntos (máxima de la temporada, 8-15 de tiros de campo) en 29 min contra los UC Santa Barbara Gauchos, el 11 de noviembre de 2007. Marcó 20 puntos (máximo anotador del partido, 8-8 en tiros libres) y puso el primer tapón de su carrera en la victoria contra los California Golden Bears, el 24 de febrero de 2008.
Finalizó la temporada en la Pacific-10 Conference como el 9º en triples anotados y el 10º en partidos jugados.

#### 2008-2009
En su cuarta y última temporada, su año senior (2008-2009), jugó 33 partidos (32 como titular) con los Cardinal con un promedio de 16,2 puntos (38,8 % en triples y 78 % (142-182) en tiros libres), 3,3 rebotes y 1,7 asistencias en 31,8 min. Fue el máximo anotador del equipo y lideró al equipo en triples metidos (71). A final de temporada recibió por 2ª vez una mención honorable Pacific-10 Conference.
Tuvo un 41,7 % en tiros de campo (161-386). Anotó 10 o más puntos en 30 ocasiones, incluyendo 10 partidos con 20 o más puntos. Fue el máximo anotador del equipo en 15 encuentros, promediando 15,7 puntos en los 3 partidos del CBI. Metió 13 puntos y cogió 7 rebotes (máxima de su carrera universitaria) contra los Hartford Hawks, el 30 de diciembre de 2008. Marcó 20 puntos (máximo anotador del partido) contra los Oregon Ducks, el 22 de enero de 2009, llegando a los 1,000 puntos en su carrera universitaria. Dio 7 asistencias (máxima de su carrera universitaria) contra los Washington State Cougars, el 5 de febrero de 2009. 
Anotó 25 puntos (11-12 en tiros libres; máximo n.º de tiros libres anotados en su carrera universitaria) en la victoria contra los Cal State Northridge Matadors, el 18 de noviembre de 2008. Metió 26 puntos (máxima de la temporada, 8-17 en tiros de campo y 9-9 en tiros libres) contra los Washington State Cougars, el 12 de marzo de 2009. Marcó 19 puntos (4 triples) y robó 4 balones (máxima de su carrera universitaria) en la victoria contra los Yale Bulldogs, el 14 de noviembre de 2008.
Finalizó la temporada en la Pacific-10 Conference con el 10º mejor % de tiros libres y fue el 5º máximo anotador, el 7º en puntos totales (535), el 2º en tiros libres anotados, el 4º en triples anotados y el 17º en tiros de campo anotados.

#### Promedios
Disputó un total de 115 partidos (89 como titular) con los Stanford Cardinal entre las cuatro temporadas, promediando 10,9 puntos (36,5 % en triples y 76,9 % en tiros libres), 2,5 rebotes y 1,5 asistencias en 26,8 min de media.

### Profesional

#### D-League
No fue seleccionado en el Draft de la NBA de 2009, pero sí fue elegido en el Draft de la D-League por los Bakersfield Jam (3 rd, puesto n.º 4), el 5 de noviembre de 2009. Por lo tanto, vivió su primera experiencia como profesional en la temporada 2009-2010, en las filas de los Bakersfield Jam de la D-League estadounidense, aunque fue despedido el 19 de diciembre de 2009.
Disputó 9 partidos con la franquicia de Arizona en ese período de tiempo, promediando 3 puntos (80 % en tiros libres), 2,1 rebotes y 1,6 asistencias en 16,7 min de media.
El 1 de noviembre de 2010, fue elegido en el Draft de la D-League por los Fort Wayne Mad Ants (4 rd, puesto n.º 7). Fue despedido el 18 de noviembre de 2010, dado de alta el 8 de diciembre de 2010, siendo otra vez despedido el 16 de diciembre de 2010.
Disputó sólo 1 partido (4 min) con la franquicia de Indiana en la temporada 2010-2011.
El 21 de diciembre de 2010, fue dado de alta por los Dakota Wizards, jugando allí el resto de la temporada 2010-2011.
Jugó 38 partidos con la franquicia de Dakota del Norte, promediando 18,2 puntos (37,9 % en triples y 88,5 % en tiros libres), 4 rebotes y 2,2 asistencias en 33,1 min.
Finalizó la temporada en la D-League como el 9º máximo anotador.
En el verano de 2011 hizo un training camp con los Oklahoma City Thunder, firmando con ellos el 9 de diciembre de 2011, pero siendo despedido diez días después, el 19 de diciembre de 2011.
Empezó la temporada 2011-2012 en los Dakota Wizards, pero abandonó el equipo en enero de 2012.
Jugó 8 partidos con la franquicia de Dakota del Norte, promediando 17,1 puntos (42,9 % en triples y 84,4 % en tiros libres), 2,8 rebotes y 2,5 asistencias en 35,8 min.
Disputó un total de 46 partidos con la franquicia de Dakota del Norte en la temporada y media que estuvo, promediando 17,6 puntos (40,4 % en triples y 86,4 % en tiros libres), 3,4 rebotes y 2,3 asistencias en 34,4 min de media.

#### Banca Tercas Teramo
En enero de 2012, fichó por el Banca Tercas Teramo italiano para el resto la temporada 2011-2012, abandonando el equipo en marzo de 2012.
Disputó tan sólo 5 partidos con el conjunto de Teramo, promediando 9,2 puntos (42,9 % en triples y 77,8 % en tiros libres), 2 rebotes y 1 robo en 28,6 min de media.

#### Vuelta a la D-League
El 5 de marzo de 2012, volvió a los Dakota Wizards, pero un día después, el 6 de marzo de 2012, fue traspasado a los Fort Wayne Mad Ants, con los que terminó la temporada 2011-2012.
Disputó 10 partidos con la franquicia de Indiana, promediando 11,1 puntos (43,3 % en triples y 80 % en tiros libres), 2,2 rebotes y 2,4 asistencias en 29,5 min de media.

#### BC Kiev
Firmó para la temporada 2012-2013 por el BC Kiev ucraniano, abandonando el equipo en febrero de 2013.
Disputó 30 partidos de liga con el cuadro de Kiev, promediando 17,2 puntos (78,9 % en tiros libres), 3,3 rebotes, 3,8 asistencias y 1 robo en 34,6 min de media.

#### Israel
En marzo de 2013, el Hapoel Tel-Aviv israelí, anunció su fichaje hasta el final de la temporada 2012-2013.
Disputó 9 partidos de liga y 3 de play-offs con el conjunto de Tel-Aviv, promediando en liga 12,1 puntos (50 % en triples y 62,1 % en tiros libres), 3 rebotes y 1,9 asistencias en 24,4 min de media, mientras que en play-offs promedió 18,3 puntos (55,6 % en tiros de 2, 66,7 % en triples y 91,7 % en tiros libres), 1,7 rebotes, 1,7 asistencias y 1 robo en 27,3 min de media.
El 7 de agosto de 2013, fichó por el Hapoel Holon para la temporada 2013-2014, abandonando el equipo en noviembre de 2013.
Disputó 6 partidos de liga con el cuadro de Holon, promediando 10 puntos (35,5 % en triples), 2,2 rebotes y 1,8 asistencias en 28,8 min de media.
En diciembre de 2013, firmó por el Ironi Nes Ziona, abandonando el equipo en enero de 2014.
Disputó 5 partidos de liga con el conjunto de Ness Tziona, promediando 17,4 puntos (54,8 % en tiros de 2, 39,1 % en triples y 89,7 % en tiros libres) y 3,6 rebotes en 30,6 min de media.

#### Cholet Basket
El 23 de enero de 2014, el Cholet Basket francés, anunció su fichaje hasta el final de la temporada 2013-2014.
Disputó 10 partidos de liga y 4 de EuroChallenge con el cuadro de Cholet, promediando en liga 12,9 puntos (43,6 % en triples y 84,2 % en tiros libres), 2,9 rebotes y 2,3 asistencias en 26,7 min de media, mientras que en la EuroChallenge promedió 10,5 puntos (33,3 % en triples y 85 % en tiros libres), 1,5 rebotes y 1,8 asistencias en 24,8 min de media.

#### Hapoel Gilboa Galil Elyon
Volvió a Israel para la temporada 2014-2015, firmando el 25 de noviembre de 2014 por el Hapoel Gilboa Galil Elyon, pero abandonó el equipo en marzo de 2015.
Disputó 12 partidos de liga con el conjunto de Gan Ner, promediando 10,9 puntos (37,5 % en triples y 73,9 % en tiros libres), 2,8 rebotes y 1,7 asistencias en 26,2 min de media.

#### Regreso al Ironi Nes Ziona
El 30 de marzo de 2015, el Ironi Nes Ziona, anunció su fichaje hasta el final de la temporada 2014-2015, regresando así al club israelí.
Disputó 9 partidos de liga y 3 de play-offs con el cuadro de Ness Tziona, promediando en liga 13,9 puntos (45,5 % en triples y 71,4 % en tiros libres), 1,9 rebotes y 1,7 asistencias en 26,1 min de media, mientras que en play-offs promedió 6 puntos (33,3 % en triples), 2,7 rebotes y 1,3 asistencias en 27,3 min de media.

#### Regreso al Cholet Basket
El 6 de agosto de 2015, firmó para la temporada 2015-2016 por el Cholet Basket, volviendo así al club francés, pero abandonó el equipo en diciembre de 2015.
Disputó 12 partidos de liga con el conjunto de Cholet, promediando 7,2 puntos (40 % en triples y 71,4 % en tiros libres), 1,5 rebotes y 1,3 asistencias en 23,5 min de media.

#### Guaros de Lara
El 21 de enero de 2016, fichó por los Guaros de Lara venezolanos.
Disputó 4 partidos en la Liga Profesional de Baloncesto de Venezuela y 3 en la Liga de las Américas, promediando en la Liga Profesional de Baloncesto de Venezuela 7,3 puntos (35,7 % en triples y 66,7 % en tiros libres), 2,8 rebotes, 1,8 asistencias y 1 robo en 26,3 min de media, mientras que en la Liga de las Américas promedió 8 puntos (100 5 en tiros libres), 4,7 rebotes y 3,3 asistencias en 28,3 min de media.

#### República Dominicana
En marzo de 2016 firmó con los Prados del Torneo de Baloncesto Superior del Distrito Nacional. En junio de 2016, Goods se unió a los Soles de Santo Domingo Este de la Liga Nacional de Baloncesto de la República Dominicana.